# Ладижинська оборона (1674)
Ладижинська оборона 1674 — захист козаками під проводом старшин А.Мурашки (А.Мурашка), В.Сербина й А. Дмитрієва місто Ладижин від турецької армії. Обороні передували такі події. В лютому 1674 підрозділи російського воєначальника князя Г. Ромодановського й лівобережного гетьмана І. Самойловича розпочали воєнні операції в Правобережній Україні, намагаючися приєднати її до Гетьманщини. У березні козацька рада в Переяславі обрала І.Самойловича гетьманом возз'єднаної козацької України. Тоді гетьман Правобережної України Петро Дорошенко звернувся за допомогою до султана Мегмеда IV, який у той час готувався до походу проти Польщі. Останній, довідавшися про скрутне становище союзника, вирушив проти росіян.
Упродовж 6–9 серпня (27–30 липня) турецько-татар. військо (бл. 80–90 тис. осіб) переправилося через Дністер і пішло в напрямку Ладижина. У місті перебували бл. 20 тис. цивільних осіб (міщан і втікачів з навколишніх поселень) і бл. 2–4 тис. козаків. Довідавшися про наближення противника, козаки хотіли залишити Ладижин, але мешканці міста їх не відпустили. Здогадно, 15 (5) серпня А.Мурашко розбив турец. роз'їзд. Наступного дня турец. військо взяло Ладижин в облогу. Місто обстрілювали 80 гармат, робилися підкопи під оборонні споруди, було відведено воду, підрозділи яничар штурмували укріплення. Рятуючи життя, В.Сербин таємно залишив Ладижин. Вважаючи спротив марним, полк. А.Мурашка, кілька сотників і протопоп здалися. Інші під проводом А.Дмитрієва продовжували захищатися. Проте й вони 19 (9) серпня склали зброю (є дані, що це сталося 22 (12) серпня). Розлючені великими втратами, турки всіх дорослих забрали в неволю, дітей вирізали, а місто спалили.